# Monarchie sud-africaine
La monarchie sud-africaine est le régime politique en vigueur en Afrique du Sud entre 1910 et 1961, dans lequel un monarque héréditaire est le souverain et le chef d'État du pays. L'Union sud-africaine partage alors son monarque avec le Royaume-Uni et d'autres dominions de l'Empire britannique, notamment l'Australie, le Canada et la Nouvelle-Zélande, devenus des royaumes du Commonwealth progressivement après la Seconde Guerre mondiale.
L'Union d'Afrique du Sud naît le 31 mai 1910 de l'union des colonies britanniques du Cap, du Natal, du Transvaal et de la rivière Orange. Elle inclut également, à partir de 1915, les territoires du Sud-Ouest africain, précédemment sous domination allemande. Comme dans les autres dominions, le monarque du Royaume-Uni demeure chef de l'État ; la monarchie sud-africaine se trouve ainsi en union personnelle avec la monarchie britannique. Comme le monarque réside au Royaume-Uni, la quasi-totalité de ses fonctions sont exercées par le gouverneur général d'Afrique du Sud, qui est son représentant dans le pays.
La monarchie est abolie le 31 mai 1961, date à laquelle l'Afrique du Sud proclame la république et quitte le Commonwealth. Un président remplace le monarque comme chef de l'État. Le 31 mai 1994, après la fin de l'apartheid, le pays rejoint de nouveau le Commonwealth et reconnaît alors la reine Élisabeth II comme chef du Commonwealth.

## Histoire
La monarchie sud-africaine est créée par le South Africa Act de 1909 qui réunit quatre colonies britanniques d'Afrique australe (le Cap, le Natal, le Transvaal et la rivière Orange). La loi prévoyait également l'admission de la Rhodésie du Sud comme cinquième province de l'Union, mais les électeurs de la colonie rejettent cette option lors d'un référendum organisé en 1922. Le Sud-Ouest africain allemand est conquis en 1915 par l'Union d'Afrique du Sud, qui reçoit en 1920 un mandat de la Société des Nations pour administrer ces terres. L'ensemble constitue un dominion de l'Empire britannique.

## Rôle constitutionnel
La déclaration Balfour de 1926 et le Statut de Westminster de 1931 abolissent les derniers pouvoirs qu'avait conservés le gouvernement britannique sur les dominions. Le statut de dominion cesse d'exister de facto à partir de 1949, les dominions devenant après la Seconde Guerre mondiale des royaumes indépendants au sein du Commonwealth des Nations. Toutefois, le terme continue d'être utilisé pendant trente ans. L'Union sud-africaine fait partie de ces pays partageant le même monarque comme chef d'État.

### Pouvoirs exécutif et législatif

Étendard du gouverneur général avec la couronne de saint Édouard.

Le monarque est représenté par le gouverneur général d'Afrique du Sud, nommé par le monarque lui-même. Théoriquement, le souverain dispose de vastes pouvoirs constitutionnels, s'étendant aux trois branches du gouvernement (exécutive, législative et judiciaire), mais dans les faits, tous ces pouvoirs sont exercés par le gouverneur général au nom du monarque.
Le monarque, le Sénat et l'Assemblée constituent le Parlement d'Afrique du Sud. Toutes les lois ne sont promulguées qu'avec l'octroi de la sanction royale accordée par le gouverneur général, qui peut réserver un projet de loi « au plaisir de Sa Majesté », c'est-à-dire refuser son consentement au texte et le présenter au souverain pour qu'il prenne une décision personnelle ; il peut enfin y opposer son veto complet en refusant son assentiment. Il est aussi chargé de convoquer, de proroger et de dissoudre le Parlement. Le gouverneur général nomme les ministres sud-africains et peut les révoquer à sa discrétion.

### Pouvoir judiciaire
Jusqu'en 1950, la plus haute juridiction de l'Union d'Afrique du Sud est le Comité judiciaire du Conseil privé. Le monarque, et par extension le gouverneur général, peut exercer la « prérogative royale de clémence » et gracier les infractions contre la Couronne, que ce soit avant, pendant ou après un procès.

## Titre du monarque

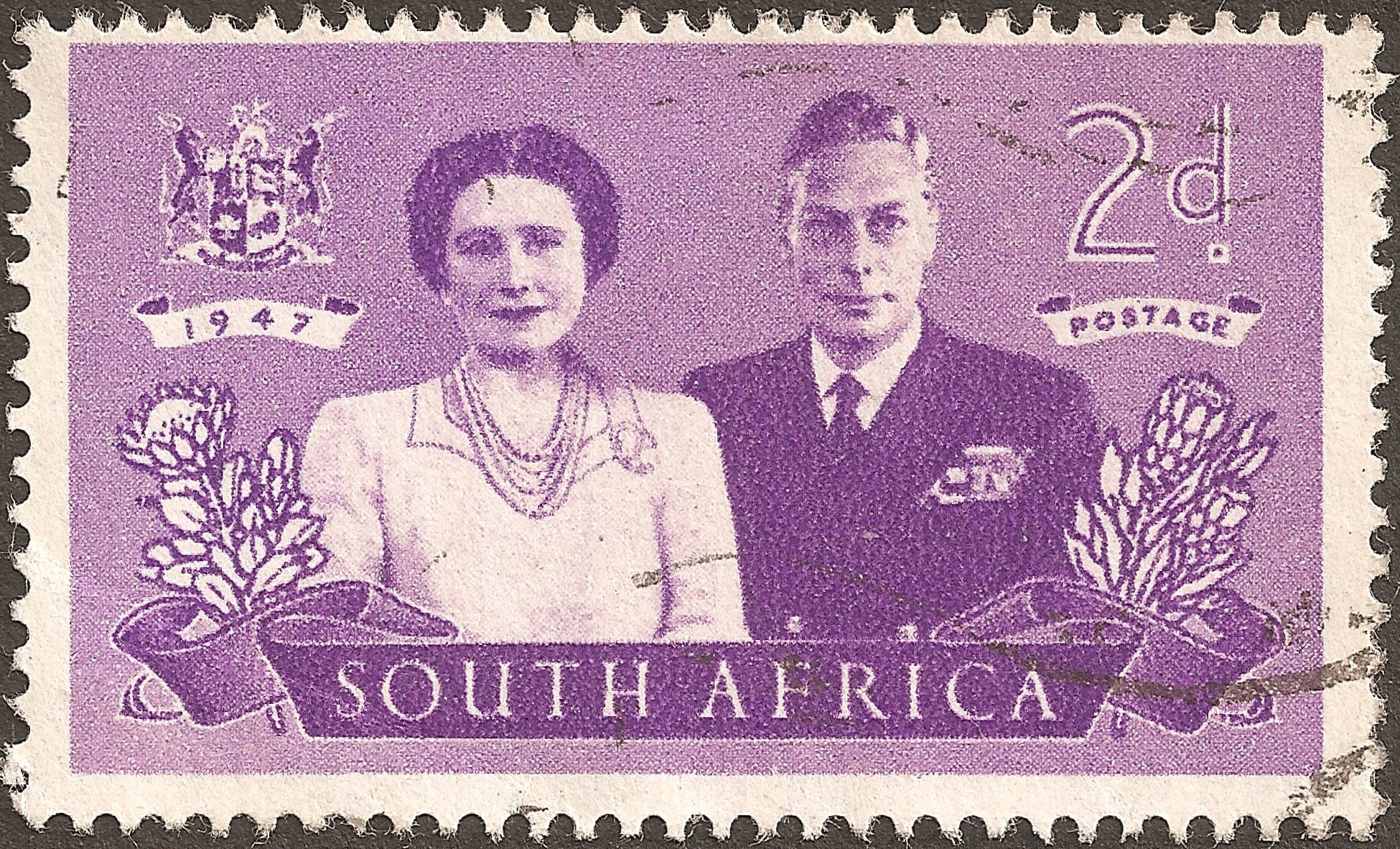
Timbre sud-africain représentant le roi George VI et la reine Elizabeth à l'occasion de leur voyage officiel, en 1947, dans l'Union d'Afrique du Sud.

Avant 1927, le roi est considéré comme « roi en Afrique du Sud », davantage que « roi d'Afrique du Sud ». En effet, jusqu'à la promulgation de la loi sur les titres royaux et parlementaires, le droit britannique considère qu'il existe une seule monarchie indivisible et les dominions sont traités comme des sous-ensembles du Royaume-Uni. Après 1927, et en particulier après le Statut de Westminster de 1931, le titre est nuancé, le roi devenant « roi du Royaume-Uni de Grande-Bretagne et d'Irlande du Nord et des dominions britanniques par-delà les mers ». Néanmoins, il faut attendre l'avènement d'Élisabeth II pour qu'un titre séparé soit adopté.
Le couronnement d'Élisabeth II intervient, en effet, peu après la transformation de l'Empire britannique en Commonwealth des Nations. Les anciens dominions en profitent pour adopter des titres royaux différents les uns des autres. Le titre sud-africain de la reine entre en vigueur le 29 mai 1953 et Élisabeth II devient « reine d'Afrique du Sud et de ses autres royaumes et territoires, chef du Commonwealth ». Elle est ainsi la première à être titrée distinctement reine d'Afrique du Sud, alors que ses prédécesseurs étaient rois d'Afrique du Sud en droit, mais pas en titre. En outre, elle est la première à prêter serment pour chacun de ses royaumes lors de son couronnement.

## Abolition de la monarchie
À partir de 1948, les liens avec la Couronne se distendent. Le Parti national, arrivé au pouvoir avec Daniel François Malan, est un parti pro-républicain afrikaner, qui ne voit dans les liens avec la monarchie britannique qu'un anachronisme et une relique de la colonisation. En 1957, l'hymne God Save the Queen cesse d'avoir le statut d'hymne national au côté de l'hymne sud-africain Die Stem van Suid-Afrika. De même, l'Union Jack cesse d'être un drapeau national de statut similaire au drapeau sud-africain. 
Le 5 octobre 1960, le Premier ministre Hendrik Frensch Verwoerd organise un référendum sur le statut du pays en demandant aux Sud-Africains blancs de soutenir la proclamation de la république. La réponse est affirmative à 52 %, seuls les électeurs de la province majoritairement anglophone du Natal répondant négativement.
Une Constitution républicaine est alors adoptée ; celle-ci entre en vigueur le 31 mai 1961. Charles Robberts Swart, le dernier gouverneur général, devient le premier président de la république d'Afrique du Sud. Le pays cesse d'être un royaume du Commonwealth et quitte l'organisation, en raison de l'opposition des chefs de gouvernement du Commonwealth à la politique d'apartheid. L'Afrique du Sud est réadmise dans le Commonwealth après la fin de l'apartheid, le 31 mai 1994. Pour cela, le gouvernement a dû présenter une nouvelle demande d'adhésion à l'organisation et reconnaître la reine Élisabeth II comme chef du Commonwealth.

## Visites royales
Le prince de Galles (futur roi Édouard VIII) visite l'Afrique du Sud en 1925, tandis que son frère cadet, le duc de Kent, s'y rend en 1935. En outre, deux membres de la famille royale britannique sont nommés gouverneur général d'Afrique du Sud : le prince Arthur de Connaught de 1920 à 1924, et le comte d'Athlone de 1924 à 1930.
Le roi George VI, la reine Elizabeth et leurs filles Élisabeth et Margaret visitent l'Afrique du Sud en 1947. Il s'agit de la dernière visite d'un monarque régnant en Afrique du Sud en raison du régime d'apartheid mis en place par le gouvernement l'année suivante. Les membres de la famille royale évitent dès lors de se rendre en Afrique du Sud, bien que le pays demeure un royaume du Commonwealth jusqu'en 1961. Élisabeth II visite l'Afrique du Sud en sa qualité de chef du Commonwealth en 1995 et 1999.